# Луций Генуций Авентинский (консул 303 года до н. э.)
Лу́ций Гену́ций Авенти́нский (лат. Lucius Genucius Aventinensis; умер после 303 года до н. э.) — древнеримский военный и политический деятель из знатного плебейского рода Генуциев, консул 303 года до н. э.

## Биография
Луций происходил из рода Генуциев. В 303 году до н. э. он был избран консулом совместно с Сервием Корнелием Лентулом. В его консульство было проведено расследование относительно заговора фрузинатов, а также совершён небольшой поход в Умбрию против местных разбойников.
Возможно, его сыновьями были два Генуция с когноменом «Клепсина» (лат. clepsīna — «вор, похититель») — Гай, дважды избиравшийся консулом (в 276 и 270 годах до н. э.), и Луций, тоже достигший консулата в 271 году до н. э.